# São Miguel de Acha
São Miguel de Acha, ou São Miguel d'Acha, é uma povoação portuguesa sede da Freguesia de São Miguel de Acha do Município de Idanha-a-Nova, freguesia com 41,26 km² de área e 514 habitantes (censo de 2021), tendo, por isso, uma densidade populacional de 12,5 hab./km².
Foi vila e sede de concelho, comenda da Ordem de Cristo, até o início do século XIX. Era constituído por uma freguesia e tinha, em 1801, 744 habitantes.

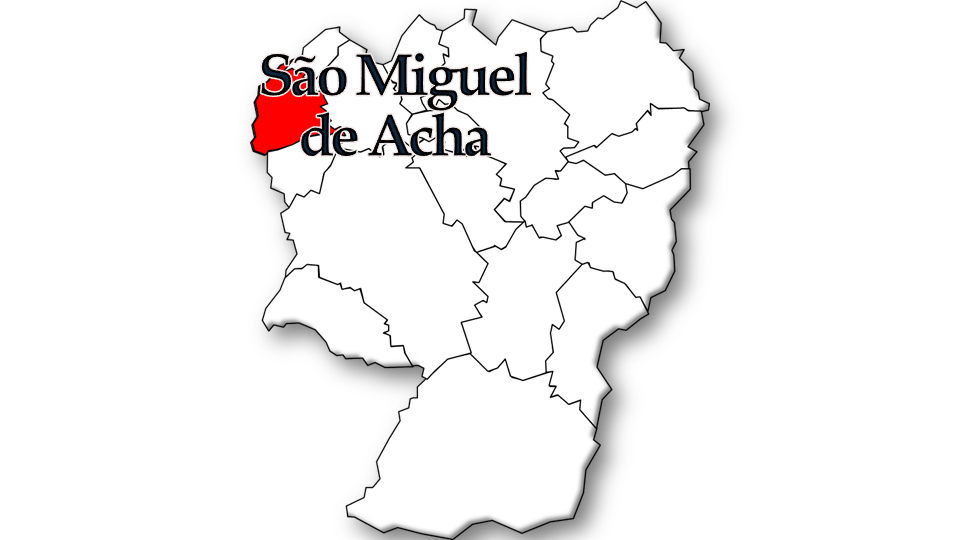
Localização no Município de Idanha-a-Nova

## Demografia
A população registada nos censos foi:
| Distribuição da População por Grupos Etários | Distribuição da População por Grupos Etários | Distribuição da População por Grupos Etários | Distribuição da População por Grupos Etários | Distribuição da População por Grupos Etários |
| -------------------------------------------- | -------------------------------------------- | -------------------------------------------- | -------------------------------------------- | -------------------------------------------- |
| Ano                                          | 0-14 Anos                                    | 15-24 Anos                                   | 25-64 Anos                                   | > 65 Anos                                    |
| 2001                                         | 41                                           | 87                                           | 274                                          | 300                                          |
| 2011                                         | 32                                           | 34                                           | 228                                          | 266                                          |
| 2021                                         | 38                                           | 20                                           | 197                                          | 259                                          |

## Património
- Capelas de Nossa Senhora do Miradouro, de S. Sebastião e de S. Pedro
- Casa brasonada
- Cruzeiros
- Fonte do Rossio
- Ponte e trecho de calçada romanas
- Lagariças
- Sepulturas escavadas na rocha
- Ruínas de fortaleza
- Vestígios arqueológicos nas Minas
- Villa Romana de Barros[6]
- Ponte de São Gens[7]
- Igreja de São Miguel (matriz de São Miguel de Acha)

## Gastronomia
- Soventre - especialidade confeccionada à base de carne de porco.

## Colectividades
- Confraria do Soventre de S. Miguel de Acha

- Associação de Caça e Pesca de Santa Catarina e Fojo
- ACRA– Associação Cultural e Recreativa “Ache”
- Associação de Caçadores de São Miguel d’Acha
- Grupo de Cantares Tradicionais de São Miguel d’Acha
- ADEPAC-Assoc. Defesa do Património Cultural de São Miguel d’Acha
- Centro Social Paroquial de São Miguel d’Acha